# Тура (Венгрия)
Тура (венг. Tura) — город в центральной части Венгрии, в медье Пешт. Население — 8001 человек (2001).

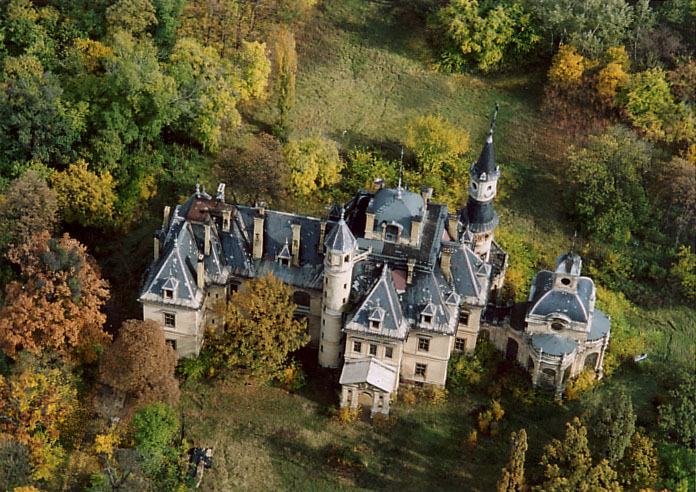
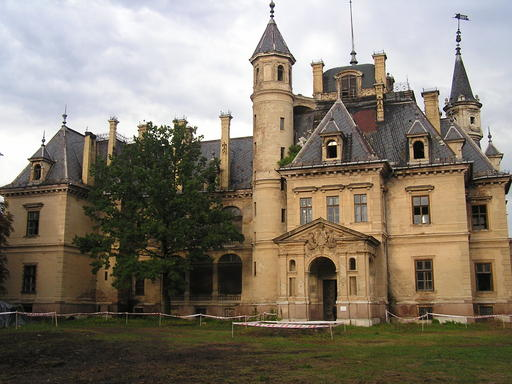

## Население
| Год  | Численность | Численность |
| ---- | ----------- | ----------- |
| 2013 | 7721        | [ 2 ]       |
| 2014 | 7728        | [ 3 ]       |
| 2018 | 7761        | [ 4 ]       |
| 2021 | 7714        | [ 5 ]       |
| 2022 | 7788        | [ 6 ]       |
| 2023 | 7735        | [ 7 ]       |
| 2024 | 7711        | [ 1 ]       |

## История
Город расположен в 50 км к востоку от Будапешта, в долине реки Гальга. Это крупнейший населенный пункт в долине Гальги, его площадь составляет 55,91 км². История города уходит корнями в древность. Самая ранняя находка на этой территории относится к медному веку, но сохранились и артефакты раннего железного века. В VI веке до нашей эры здесь кочевали скифы, позже — кельты. В эпоху Великого переселения народов здесь жили гунны, а затем авары. Предки-завоеватели современных жителей также поселились на территории города. Первое письменное упоминание о нем относится к 1220 году. В XIV веке поселение упоминается как место сбора таможенных пошлин, а в 1464 году — как местечко. 
Во время разделения Венгрии на три части в 1541 году, город оказался под властью Османской империи. В этот период была построена городская церковь, которую с тех пор неоднократно перестраивали. В 1873 году барон Жигмонд Шоссбергер приобрел город у князя Миклоша Эстерхази и владел им до 1944 года. Именно он построил в центре огромного парка по проекту Миклоша Ибла самое красивое историческое здание города — одноэтажный эклектичный особняк во французском стиле неоренессанса. После национализации в особняке до 1972 года размещалась начальная школа. 
В настоящее время он находится в частной собственности. В период между двумя мировыми войнами Тура начала развиваться в сторону урбанизации. Была построена электросеть, работали два кинотеатра, пляж, две паровые мельницы и хорошо оборудованная больница на 40 коек. В 1869 году была построена железная дорога и железнодорожная станция, и город стал традиционным железнодорожным поселением.
Тура получила статус города 1 июля 2001 года.

## Города-побратимы
Тура является городом-побратимом для следующих населенных пунктов:
- Синтимбру, Румыния (1990)
- Ясов, Словакия (1993)
- Мазера-ди-Падова, Италия (2004)